# Mustasaari (ö i Finland, Kajanaland, Kajana)
Mustasaari är en ö i Finland. Den ligger i sjön Ule träsk och i kommunen Kajana i den ekonomiska regionen  Kajana ekonomiska region  och landskapet Kajanaland, i den centrala delen av landet, 500 km norr om huvudstaden Helsingfors. Öns area är 2,6 hektar och dess största längd är 240 meter i nord-sydlig riktning.